# Pâte alimentaire alphabet
Ne doit pas être confondu avec Soupe à l'alphabet (linguistique).

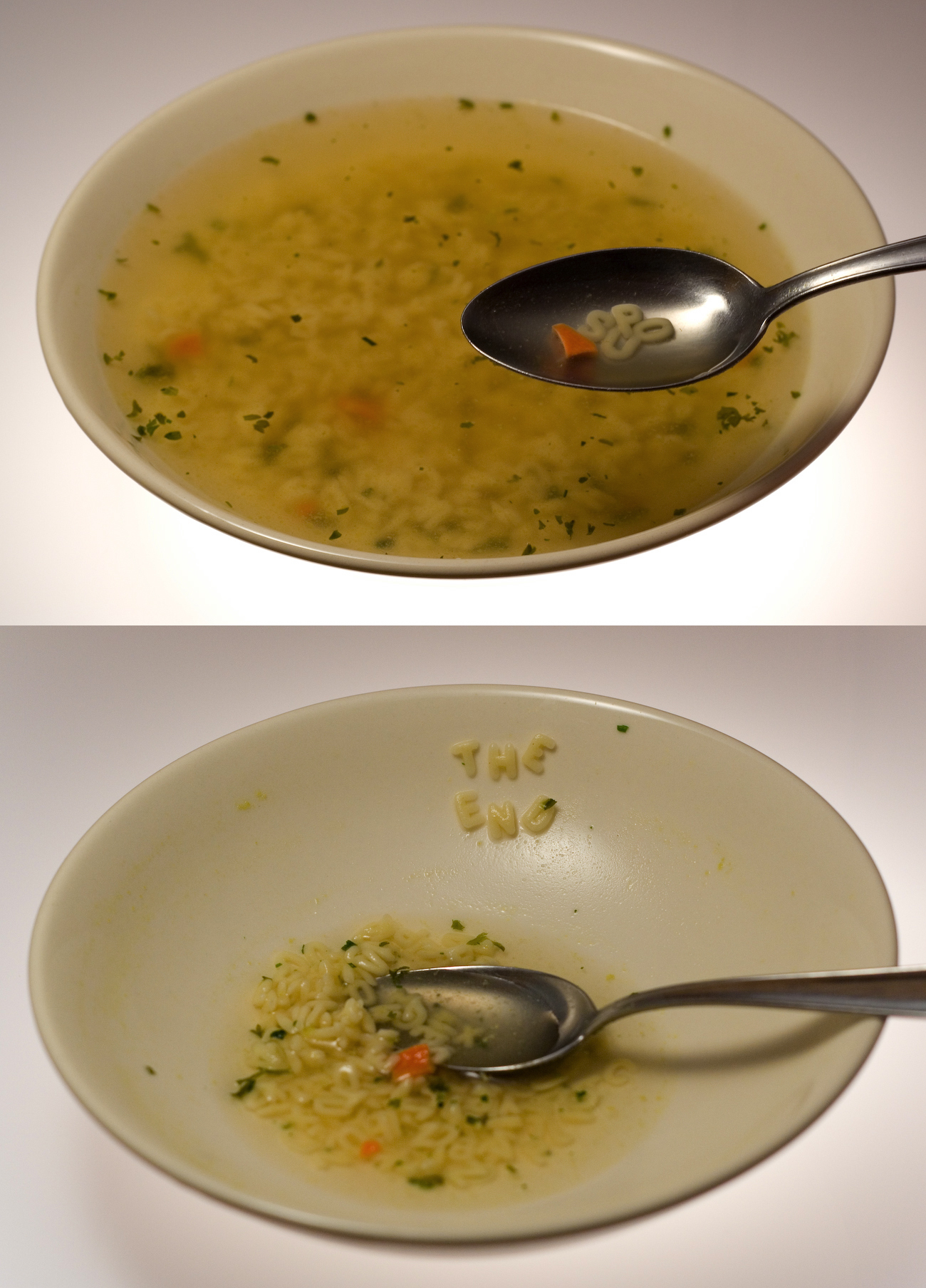
Un bol de soupe à l'alphabet.

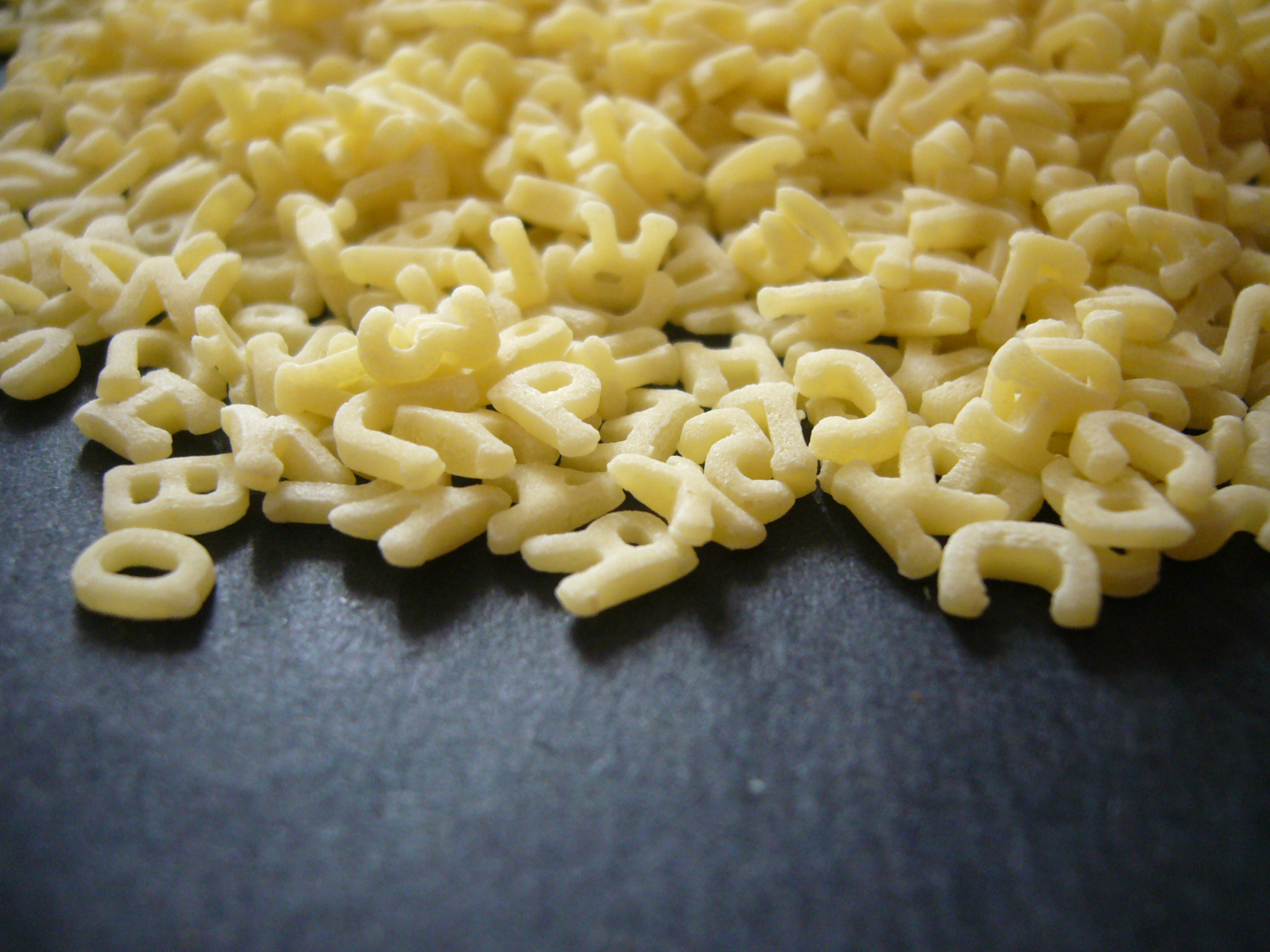
Quelques lettres

La pâte alimentaire alphabet, aussi appelée pâte romaine, Alfabeto ou spaghetti Alphabetti, est un morceau de pâte alimentaire moulé ou coupé de façon à former la lettre d'un alphabet. Ces lettres sont commercialisées sous forme de pâtes sèches comme pâtes à potage ou comme n'importe quel autre type de pâtes à la casserole.

## Historique
En 1857, Charles-François Vesin, prétendu comte de Romanini, ministre plénipotentiaire de la république de Greytown et consul du Nicaragua, établi 62 rue de Richelieu à Paris, dépose plusieurs brevets liés à l'alimentation,: un vin mousseux ; une pâtisserie dite « dessert de Paris, alphabétique, parlant et figuré » ; des caramels-papillotes dits « caramels Vesin » ; une pâte alimentaire dite « neige divine » et son couteau de préparation à quatre tranchants dit « Romanin » ; et enfin, des « pâtes alphabétiques, parlantes et figurées »,. L'année suivante, Vesin est jugé à plusieurs reprises pour avoir vendu et porté de faux titres de noblesse,. Il écope notamment de 500 francs d'amende et d'un an de prison.
En 1860, le fabricant de pâtes parisien Bousquin (ancienne maison Châtillon)— installé non loin de la rue de Richelieu, aux 26, 28 et 30 galerie Vivienne — annonce lancer de nouveaux produits, des « pâtes romaines, alphabétiques et chiffrées »,. Selon une publicité parue en 1865 dans le journal L'Événement, elles sont « faites avec des blés de Sicile et fabriquées par un procédé spécial, leur forme est variée à l'infini, puisqu'elles représentent toutes les lettres de l'alphabet et tous les chiffres. » L'argumentaire précise qu'« elles sont, de plus, à cause de leur forme nouvelle, un sujet de distraction dans les familles. » Cette invention fait l'objet d'une chronique satirique dans Le Tintamarre en 1863, mais d'autres articles sont plus favorables, soulignant que les pâtes romaines « apprendront [aux enfants] leurs lettres et leurs chiffres sans qu'ils s'en doutent. » . À l'Exposition universelle de 1867 à Paris, Bousquin revendique explicitement l'invention des pâtes alphabet, qui deviennent un produit phare de son catalogue,,.
Dès 1862, la maison lyonnaise Bertrand et Cie présente également, à l'Exposition universelle de Londres, des « pâtes romaines, alphabétiques et chiffres », fabriquées « avec les blés durs de l'Algérie ». D'autres fabricants reprennent aussi le procédé, comme, en 1867, la maison Dussaud, qui « fabrique et vend des pâtes représentant les diverses lettres de l'alphabet, les chiffres arabes, divers autres chiffres et quelques-uns des emblèmes de la Passion ».

## Commercialisation
Les pâtes alphabet sont parfois servies dans une soupe vendue en boîtes de conserve qui contient un bouillon concentré [réf. nécessaire]. Aux États-Unis, cette soupe à l'alphabet obtient une certaine faveur populaire depuis plusieurs décennies[réf. nécessaire].
Il existe des variations, dont des pâtes dans une marinara ou dans une sauce à spaghetti. Par exemple, l'Alphabetti Spaghetti a été vendu par H. J. Heinz pendant 60 ans, avant d'être arrêté en 1990. Il a été commercialisé à nouveau par Heinz en 2005,.